# Bleiswijk

Brasão de armas

Bleiswijk é uma vila e ex-município da província da Holanda do Sul, no Países Baixos. Em 2006, possuía 10 222 habitantes e ocupa uma área de 21,96 km², dos quais 0,83 km² é de água. Em 1 de janeiro de 2007, a vila foi incorporada às cidades vizinhas, Bergschenhoek e Berkel en Rodenrijs para criar o novo município de Lansingerland.